# Armond Hill
Armond J. Hill, conhecido simplesmente como Armond Hill, nasceu no dia 31 de Março de 1957 na cidade do Brooklyn, Nova Iorque. É um ex-jogador de basquetebol e atualmente assistente técnico esportivo que atualmente trabalha pelo Boston Celtics.

## NBA
Hill começou a sua carreira jogando pela escola de Princeton e foi para a NBA Draft de 1976 aonde foi sorteado pela primeira rodada e nono pick pelo Atlanta Hawks. Hill atuou pela NBA durante oito anos (até 1984) e devido a pouca oportunidade, Hill foi obrigado a parar, ele possuiu durante a sua carreira, uma média de 6.9 pontos e 4.3 assistencias por jogo.

## Assistente de Doc
Em 2007, o técnico Doc Rivers fez uma lista de assistentes técnicos que precisava para dirgir o time na temporada e incluiu o nome de Hill, ele assumiu com Doc e juntos ganharam varios titulos como a NBA de 2007-08, duas conferencias lestes de 2008 e 2010, além de tres titulos de divisao do atlantico em 2008, 2009 e 2010. Ele treinou jogadores importantes da franquia como Paul Pierce, o ex-Minnesota Timberwolves, Kevin Garnett, o ex-Seattle SuperSonics Ray Allen e o armador Rajon Rondo.